# Drosanthemum exspersum
Drosanthemum exspersum är en isörtsväxtart som beskrevs av Schwant. Drosanthemum exspersum ingår i släktet Drosanthemum och familjen isörtsväxter. Inga underarter finns listade i Catalogue of Life.